# ماكس فراي
ماكس فراي (بالألمانية: Max Frey)‏ هو رسام ألماني، ولد في 16 أبريل 1874 في Mühlburg ‏ في ألمانيا، وتوفي في 11 مارس 1944 في باد هاغزبورغ في ألمانيا.

## معرض صور

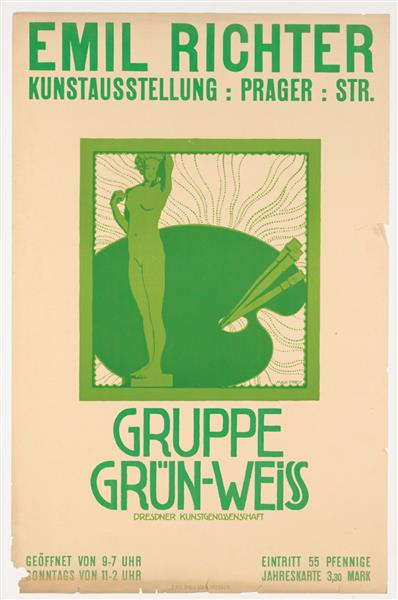
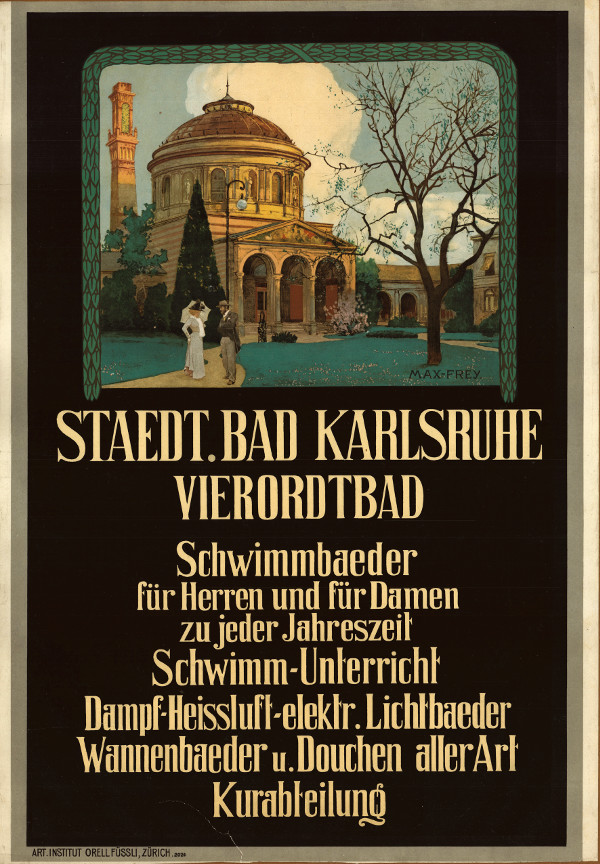
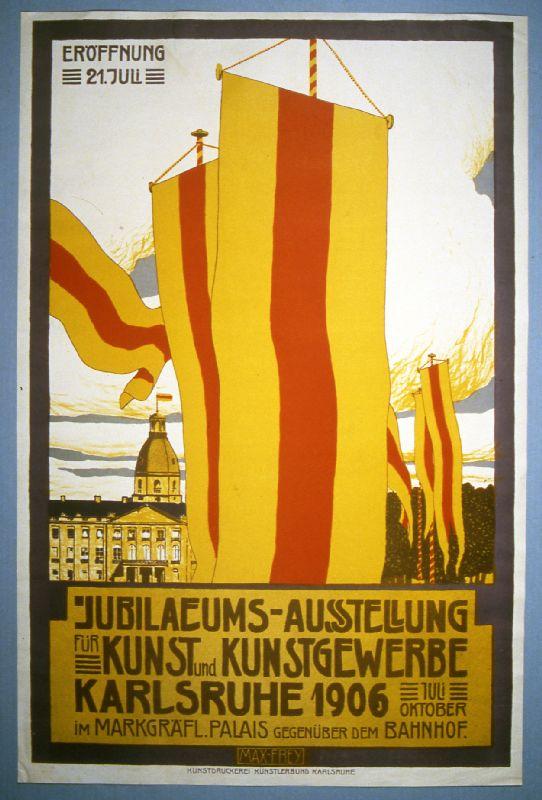
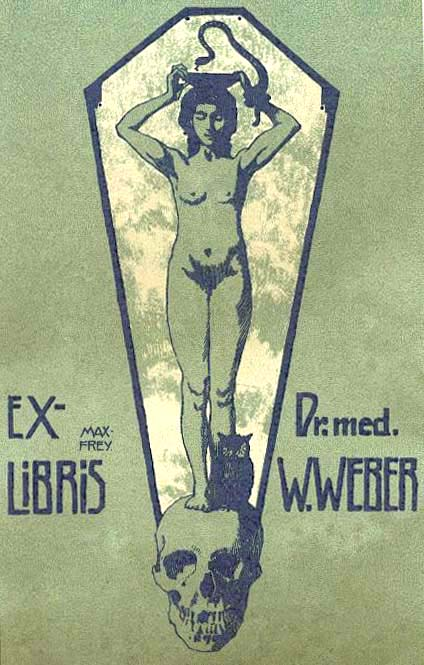
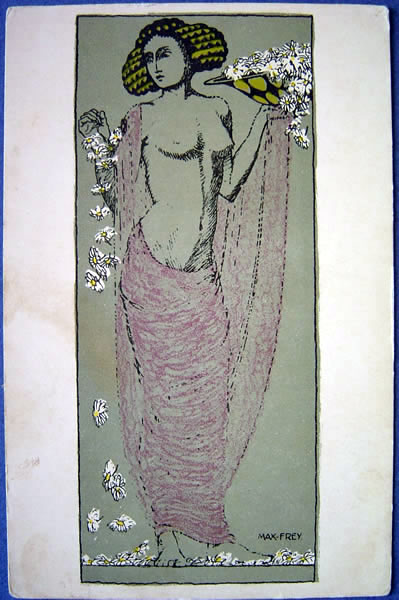